# Gabriele Trevisano
Gabriele Trevisano fue un comandante veneciano que participó en la caída de Constantinopla en 1453, habiéndose unido al Imperio Bizantino en defensa de su capital contra el Imperio otomano.
Junto a su compañero capitán mercante veneciano Alviso Diedo, había anclado con sus barcos en el Cuerno de Oro en un viaje de regreso desde el Mar Negro, cuando las fuerzas del sultán Mehmed II sitiaron la ciudad. Los venecianos prometieron permanecer en la ciudad para luchar: un total de seis barcos venecianos y tres de la colonia veneciana de Creta fueron retenidos en el puerto con el consentimiento de sus comandantes, ahora convertidos en barcos de guerra. El 28 de abril estalló una batalla entre barcos venecianos y genoveses por un lado y barcos turcos por el otro. La galera de Trevisano fue hundida por los cañones turcos y abandonada. En otras ocasiones, los venecianos y sus aliados ganaron algunas escaramuzas navales menores contra los turcos. Durante el asedio, Trevisano también comandó una guarnición bizantina en la Torre de la Doncella. Hacia el final, Trevisano fue capturado por las fuerzas del sultán antes de que él y sus hombres pudieran escapar de las murallas.